# Tensión superficial

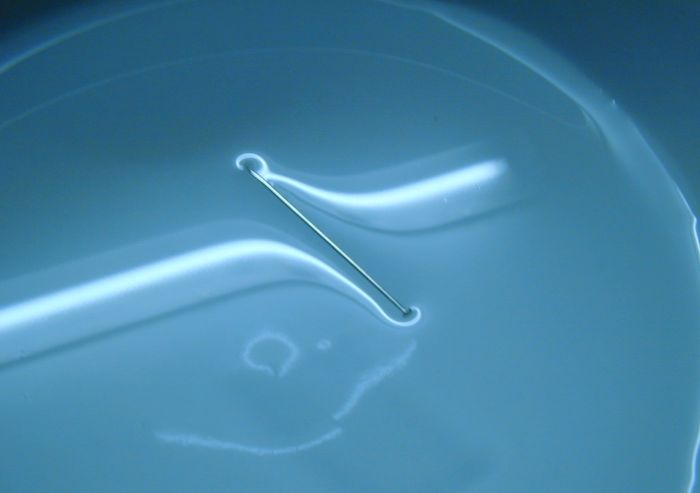
Ejemplo de tensión superficial: una aguja de acero sobre un líquido

La tensión superficial de un líquido es la cantidad de energía necesaria para aumentar su superficie por unidad de área. Esta definición implica que el líquido presenta una resistencia al aumentar su superficie, lo que en efecto permite a algunos insectos poder desplazarse por la superficie del agua sin hundirse. La tensión superficial es una manifestación de las fuerzas intermoleculares en los líquidos, junto a las fuerzas que se dan entre los líquidos y las superficies sólidas que entran en contacto con ellos, da lugar a la capilaridad. Como efecto tiene la elevación o depresión de la superficie de un líquido en la zona de contacto con un sólido.
Otra posible definición de tensión superficial: es la fuerza que actúa tangencialmente por unidad de longitud en el borde de una superficie libre de un líquido en equilibrio y que tiende a contraer dicha superficie. Las fuerzas cohesivas entre las moléculas de un líquido son las responsables del fenómeno conocido como tensión superficial.
En las interfases líquido-aire, la tensión superficial resulta de la mayor atracción de las moléculas del líquido entre sí (debido a la cohesión) que hacia las moléculas del aire (debido a la adhesión).
Hay dos mecanismos principales en juego. Uno es una fuerza hacia dentro sobre las moléculas superficiales que hace que el líquido se contraiga. La segunda es una fuerza tangencial paralela a la superficie del líquido. Esta fuerza tangencial se conoce generalmente como tensión superficial. El efecto neto es que el líquido se comporta como si su superficie estuviera cubierta por una membrana elástica estirada. Pero esta analogía no debe llevarse demasiado lejos, ya que la tensión en una membrana elástica depende de la cantidad de deformación de la membrana, mientras que la tensión superficial es una propiedad inherente a la interfaz líquido-aire o líquido-vapor.
Debido a la atracción relativamente alta de las moléculas de agua entre sí a través de una red de enlaces de hidrógenos, el agua tiene una tensión superficial más alta (72,8 milinewtons (mN) por metro a 20 °C) que la mayoría de los otros líquidos. La tensión superficial es un factor importante en el fenómeno de capilaridad.
La tensión superficial tiene la dimensión de fuerza por unidad de longitud, o de energía por unidad de área. Las dos son equivalentes, pero al referirse a la energía por unidad de área, es común utilizar el término energía superficial, que es un término más general en el sentido de que se aplica también a los sólidos.
En ciencia de los materiales, la tensión superficial se utiliza tanto para tensión superficial como para energía superficial.

## Causa

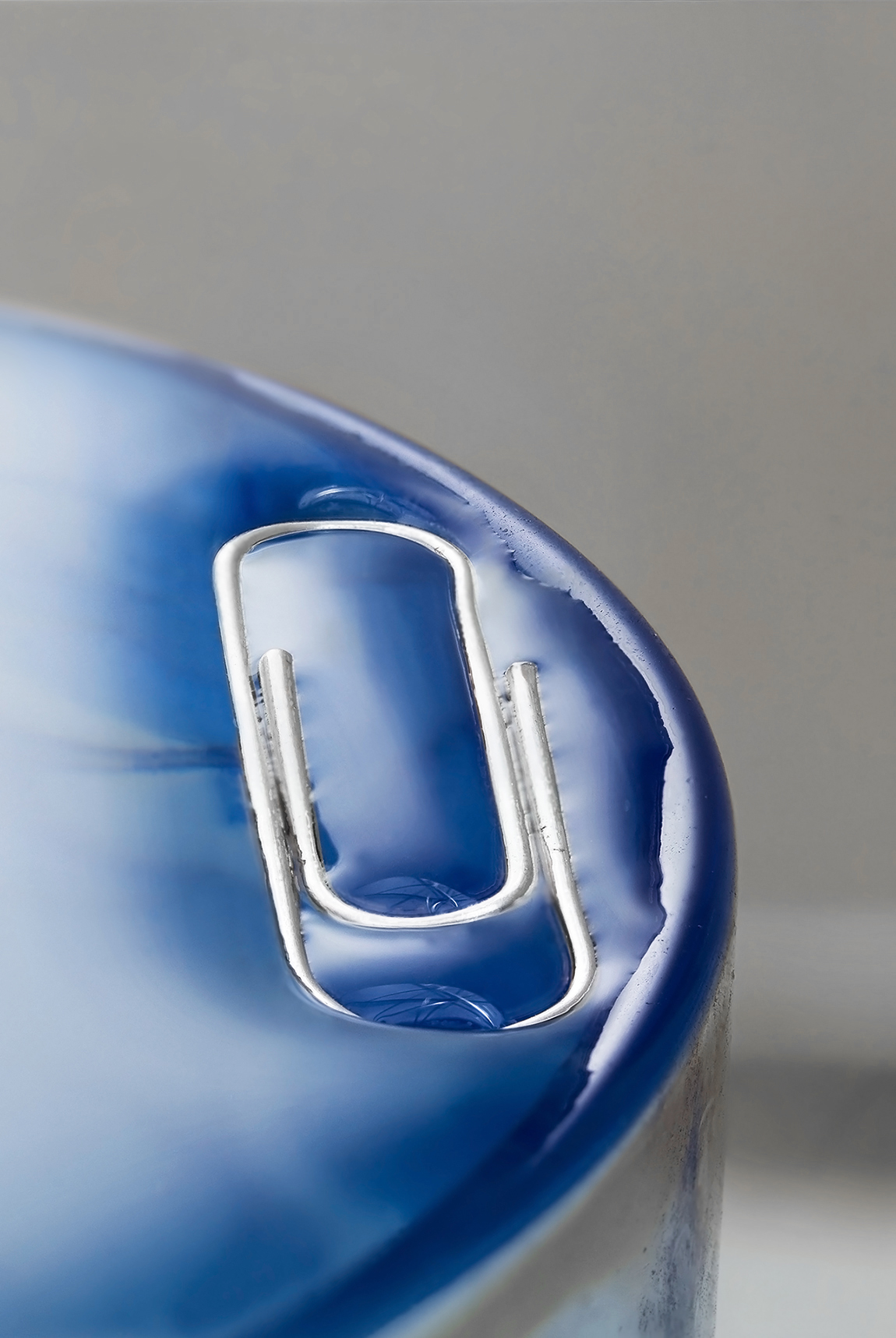
Este clip está debajo del nivel del agua, que ha aumentado ligeramente. La tensión superficial evita que el clip se sumerja y que el vaso rebose.

La tensión superficial se debe a que las fuerzas que afectan a cada molécula son diferentes en el interior del líquido y en la superficie. Así, en el seno de un líquido cada molécula está sometida a fuerzas de atracción que en promedio se anulan. Esto permite que la molécula tenga una energía bastante baja. Sin embargo, en la superficie hay una fuerza neta hacia el interior del líquido. Rigurosamente, si en el exterior del líquido se tiene un gas, existirá una mínima fuerza atractiva hacia el exterior, aunque en la realidad esta fuerza es despreciable debido a la gran diferencia de densidades entre el líquido y gas.
Otra manera de verlo es que una molécula en contacto con su vecina está en un estado menor de energía que si no estuviera en contacto con dicha vecina. Las moléculas interiores tienen todas las moléculas vecinas que podrían tener, pero las partículas del contorno tienen menos partículas vecinas que las interiores y por eso tienen un estado más alto de energía. Para el líquido, el disminuir su estado energético es minimizar el número de partículas en su superficie.

Diagrama de fuerzas entre dos moléculas de un líquido.

Energéticamente, las moléculas situadas en la superficie tienen una mayor energía promedio que las situadas en el interior, por lo tanto la tendencia del sistema será disminuir la energía total, y ello se logra disminuyendo el número de moléculas situadas en la superficie, de ahí la reducción de área hasta el mínimo posible.
Como resultado de minimizar la superficie, esta asumirá la forma más suave que pueda ya que está probado matemáticamente que las superficies minimizan el área por la ecuación de Euler-Lagrange. De esta forma el líquido intentará reducir cualquier curvatura en su superficie para disminuir su estado de energía de la misma forma que una pelota cae al suelo para disminuir su potencial gravitacional.

## Simbología
| Símbolo                      | Nombre                                                 | Unidad   |
| ---------------------------- | ------------------------------------------------------ | -------- |
| {\displaystyle \gamma }      | Tensión superficial                                    | mN / m2  |
|                              | Crecimiento de área superficial                        |          |
| {\displaystyle F}            | Fuerza                                                 |          |
| {\displaystyle L}            | Longitud                                               |          |
|                              | Objetos flotantes                                      |          |
| {\displaystyle F_{s}}        | Fuerza por superficie                                  |          |
| {\displaystyle F_{w}}        | Fuerza por peso                                        |          |
| {\displaystyle g}            | Aceleración de la gravedad                             |          |
| {\displaystyle m}            | Masa                                                   |          |
|                              | Curvatura superficial y presiones                      |          |
| {\displaystyle \Delta p}     | Diferencia de presiones (Presión de Laplace)           | N / m2   |
| {\displaystyle R_{x}}        | Radio de curvatura en el eje x                         |          |
| {\displaystyle R_{y}}        | Radio de curvatura en el eje y                         |          |
|                              | Líquido en tubo vertical                               |          |
| {\displaystyle \gamma _{la}} | Tensión superficial entre líquido y aire               | mN / m   |
| {\displaystyle \rho }        | Densidad                                               | kg / m3  |
| {\displaystyle h}            | Altura del líquido que es levantada                    |          |
| {\displaystyle r}            | Radio de capilaridad                                   |          |
| {\displaystyle \theta }      | Ángulo de contacto                                     |          |
|                              | Charcos en una superficie                              |          |
| {\displaystyle h_{p}}        | Profundidad de charco                                  |          |
|                              | Teorías termodinámicas de tensión superficial          |          |
| {\displaystyle \mu _{i}}     | Potencial químico                                      |          |
| {\displaystyle \Omega }      | Energía libre                                          | N m      |
| {\displaystyle \Omega _{s}}  | Energía libre de superficie                            | N m      |
| {\displaystyle \Delta P}     | Diferencia de presiones                                | N / m2   |
| {\displaystyle p_{A}}        | Presión interior                                       | N / m2   |
| {\displaystyle p_{B}}        | Presión exterior                                       | N / m2   |
| {\displaystyle T}            | Temperatura                                            | K        |
| {\displaystyle V}            | Volumen molar de la sustancia                          |          |
|                              | Termodinámica de Burbujas                              |          |
| {\displaystyle A}            | Área                                                   | m2       |
| {\displaystyle R}            | Radio                                                  | m        |
|                              | Influencia por Temperatura                             |          |
| {\displaystyle \gamma ^{o}}  | Tensión superficial constante para cada sustancia      | mN / m   |
| {\displaystyle K_{2}}        | Constante universal para los líquidos                  |          |
| {\displaystyle k}            | Constante válida para casi cualquier sustancia         |          |
| {\displaystyle n}            | Factor empírico                                        |          |
| {\displaystyle P_{c}}        | Presión crítica                                        | N / m2   |
| {\displaystyle T_{c}}        | Temperatura crítica                                    | K        |
|                              | Influencia por Concentración de soluto                 |          |
| {\displaystyle \Gamma }      | Concentración superficial                              | mol / m2 |
| {\displaystyle C}            | Concentración de la sustancia                          |          |
|                              | Influencia por Tamaño de partícula en presión de vapor |          |
| {\displaystyle P_{V}^{o}}    | Presión de vapor estándar                              | N / m2   |
| {\displaystyle R}            | Constante del gas                                      |          |
| {\displaystyle r_{k}}        | Radio Kelviin                                          |          |
|                              | Agua                                                   |          |
| {\displaystyle \gamma _{w}}  | Tensión superficial del agua                           | mN / m   |
| {\displaystyle \gamma _{ws}} | Tensión superficial del agua salada                    | mN / m   |
| {\displaystyle S}            | Salinidad de referencia                                | g / kg   |
| {\displaystyle t}            | Temperatura                                            | °C       |

## Propiedades
Algunas propiedades de {\displaystyle \scriptstyle \gamma }:

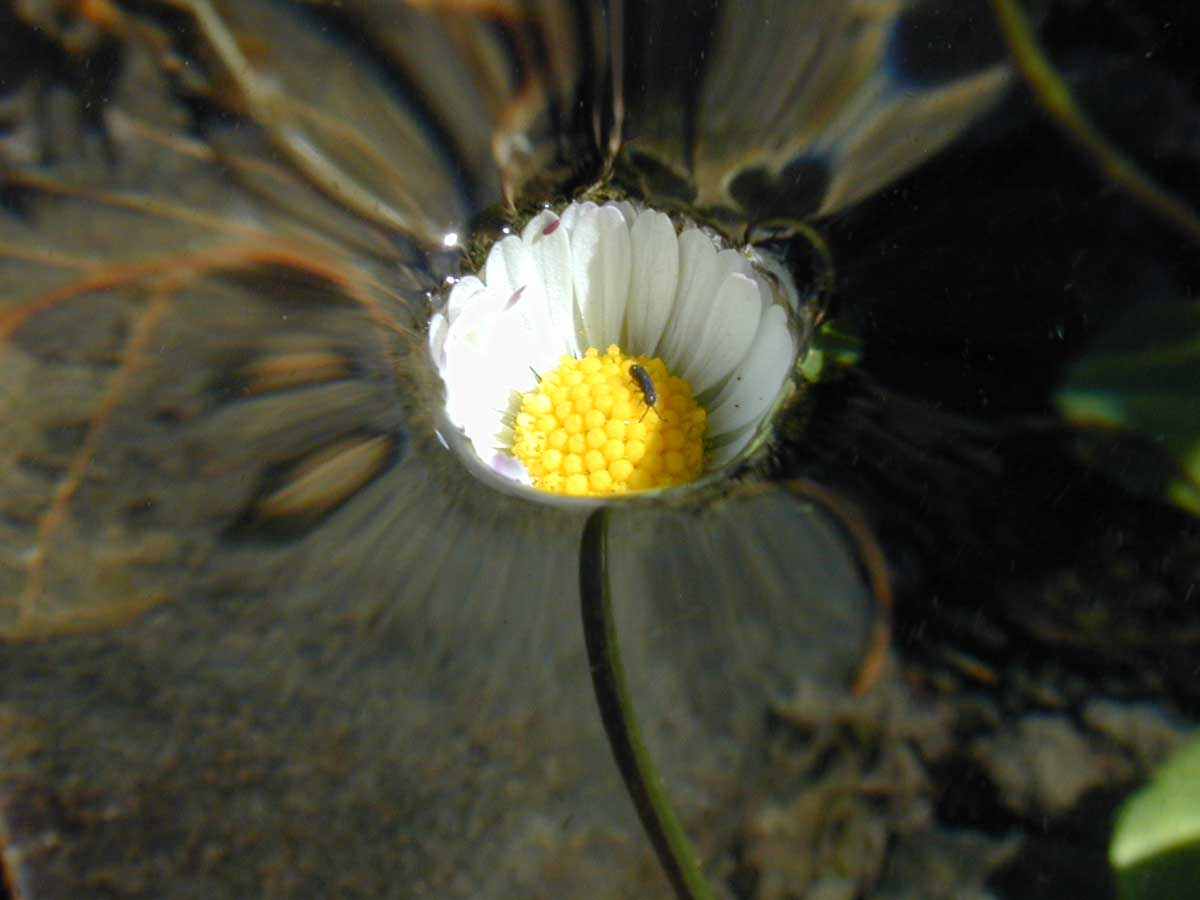
La tensión superficial puede afectar a objetos de mayor tamaño impidiendo, por ejemplo, el hundimiento de una flor.

- {\displaystyle \scriptstyle \gamma } > 0, ya que para aumentar el estado del líquido en contacto hace falta llevar más moléculas a la superficie, con lo cual disminuye la energía del sistema y {\displaystyle \scriptstyle \gamma } es

la cantidad de trabajo necesario para llevar una molécula a la superficie.

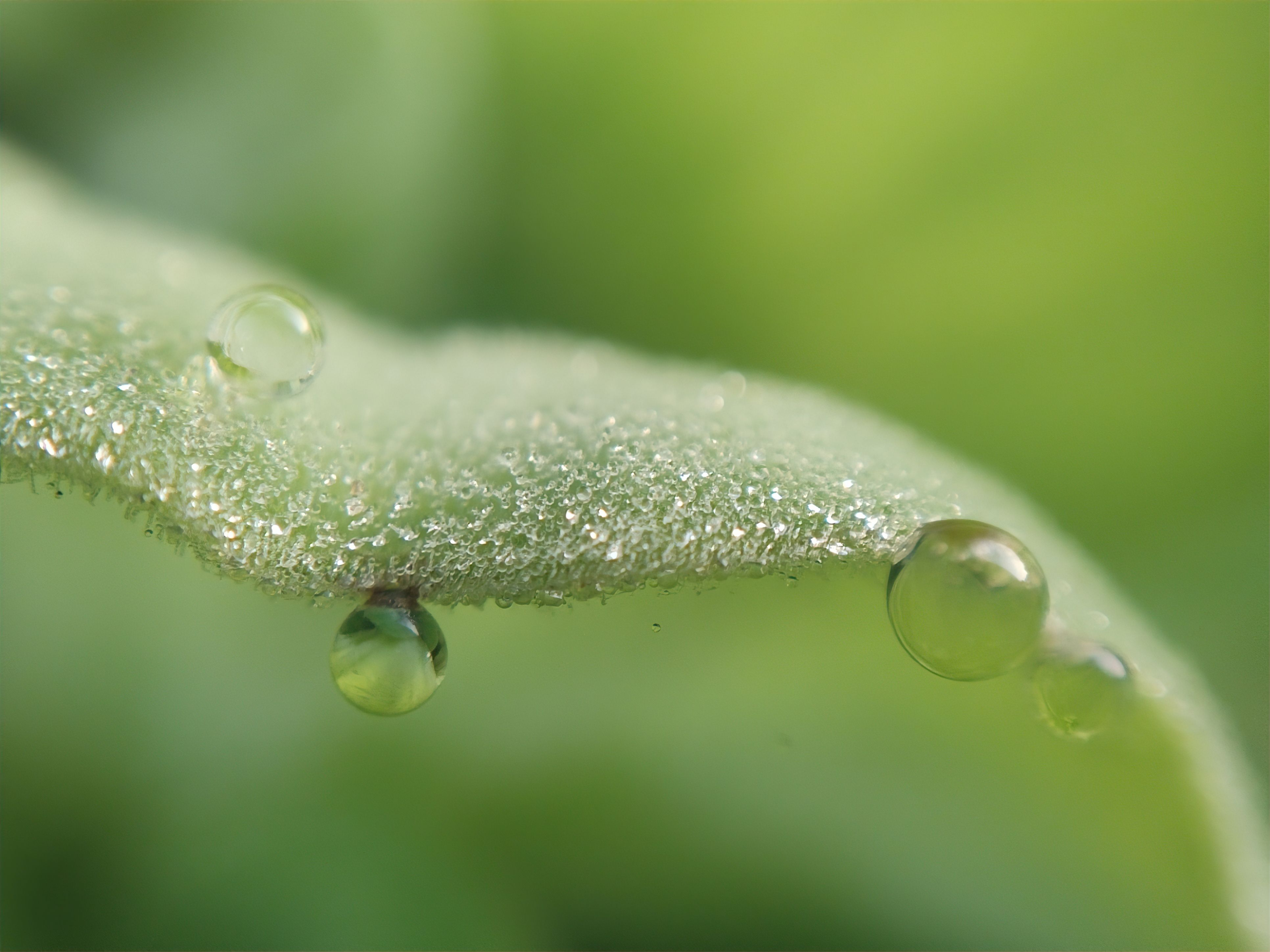
La tensión superficial produce que las gotas de agua sean esféricas, dado que esta forma tiene el menor área superficial para un volumen dado.

- La tensión superficial produce que las gotas de agua sean esféricas, dado que esta forma tiene el menor área superficial para un volumen dado.{\displaystyle \scriptstyle \gamma } depende de la naturaleza de las dos fases puestas en contacto que, en general, será un líquido y un sólido. Así, la tensión superficial será igual por ejemplo para agua en contacto con su vapor, agua en contacto con un gas inerte o agua en contacto con un sólido, al cual podrá mojar o no (véase capilaridad) debido a las diferencias entre las fuerzas cohesivas (dentro del líquido) y las adhesivas (líquido-superficie).
- {\displaystyle \scriptstyle \gamma } se puede interpretar como una fuerza por unidad de longitud (se mide en N·m−1). Esto puede ilustrarse considerando un sistema bifásico confinado por un pistón móvil, en particular dos líquidos con distinta tensión superficial, como podría ser el agua y el hexano. En este caso el líquido con mayor tensión superficial (agua) tenderá a disminuir su superficie a costa de aumentar la del hexano, de menor tensión superficial, lo cual se traduce en una fuerza neta que mueve el pistón desde el hexano hacia el agua.
- El valor de {\displaystyle \scriptstyle \gamma } depende de la magnitud de las fuerzas intermoleculares en el seno del líquido. De esta forma, cuanto mayor sean las fuerzas de cohesión del líquido, mayor será su tensión superficial. Podemos ilustrar este ejemplo considerando tres líquidos: hexano, agua y mercurio. En el caso del hexano, las fuerzas intermoleculares son de tipo fuerzas de Van der Waals. El agua, aparte de la de Van der Waals tiene interacciones de puente de hidrógeno, de mayor intensidad, y el mercurio está sometido al enlace metálico, la más intensa de las tres. Así, la {\displaystyle \scriptstyle \gamma } de cada líquido crece del hexano al mercurio.
- Para un líquido dado, el valor de {\displaystyle \scriptstyle \gamma } disminuye con la temperatura, debido al aumento de la agitación térmica, lo que redunda en una menor intensidad efectiva de las fuerzas intermoleculares. El valor de {\displaystyle \scriptstyle \gamma } tiende a cero conforme la temperatura se aproxima a la temperatura crítica Tc del compuesto. En este punto, el líquido es indistinguible del vapor, formándose una fase continua donde no existe una superficie definida entre ambos, desapareciendo las dos fases. Al haber solamente una fase, la tensión superficial vale 0.

## Efectos de tensión superficial

### Agua
Varios efectos de tensión superficial puede ser vistos con agua ordinaria.
1. Cuentas de agua de lluvia en una superficie cerosa, tales como hojas. El agua se adhiere débilmente a la cera y fuertemente a sí misma, así que el agua se aglomera en gotas. La tensión superficial les da su forma casi esférica, ya que una esfera tiene la más pequeña posible razón de área superficial a volumen.
2. La formación de gotas ocurre cuando una masa de líquido es alargada. La animación abajo muestra agua adhiriéndose a la válvula de agua ganando masa hasta que es alargada hasta un punto donde la tensión superficial no puede más sostener la gota vinculada a la válvula de agua. Entonces, se separa y la tensión superficial forma la gota en una esfera. Si un chorro de agua corre por la válvula de agua, el chorro se rompería en gotas durante su caída. La gravedad alarga el chorro, entonces la tensión superficial la pellizca en esferas.
3. Flotación de objetos más densos que el agua ocurren cuando el objeto es no mojable y su peso es suficientemente pequeño para ser transportado por las fuerzas levantadas por la tensión superficial. Por ejemplo, las chinches patinadoras utilizan la tensión superficial para caminar sobre la superficie del estanque de la siguiente manera. La habilidad de no mojarse de las patas de las chinches patinadoras significa que no hay atracción entre las moléculas de la pata y las moléculas del agua, así que cuando la pata empuja hacia abajo sobre el agua, la tensión superficial del agua solo trata de recuperar su planitud de su deformación debido a la pata. Este comportamiento del agua empuja la chinche patinadora hacia arriba, así que se puede parar sobre la superficie del agua tanto como su masa es suficientemente pequeña que el agua la puede soportar. La superficie del agua se comporta como una película elástica: la pata del insecto causa hendiduras en la superficie del agua, incrementando su área superficial y tendencia de minimización de curvatura superficial (así como área) del agua empuja la pata del insecto hacia arriba.
4. Separación de aceite y agua (en este caso, agua y cera líquida) es causada por una tensión en la superficie entre líquidos distintos. Este tipo de tensión superficial es llamada "tensión interfacial", pero su química es la misma.
5. Las lágrimas de vino es la formación de gotas y riachuelos en el lado del vidrio conteniendo una bebida alcohólica. Su causa es una compleja interacción entre las diferentes tensiones superficiales de agua y etanol, es inducida por una combinación de modificación de tensión de superficie del agua por el etanol junto con más rápida evaporación de etanol que agua.

### Surfactantes
La tensión superficial es visible en otro fenómeno común, especialmente cuando los surfactantes son utilizados para reducirlo.
- Las burbujas de jabón tienen muy grande área superficial con muy poca masa. Las burbujas en agua pura son inestables. La adición de surfactantes, sin embargo, puede tener un efecto estabilizador en las burbujas (vea Efecto Marangoni). Note que los surfactantes realmente reducen la tensión superficial del agua por un factor de tres o más.
- Las emulsiones son un tipo de coloide en el cual la tensión superficial juega un rol. Pequeños fragmentos de aceite suspendido en agua pura se ensamblarán espontáneamente en masas mucho más grandes. Pero, la presencia de un surfactante provee un decremento en tensión superficial, la cual permite estabilidad de diminutas gotas de aceite en el todo del agua (o viceversa).

## Física

### Unidades físicas
La tensión superficial, representada por el símbolo ({\displaystyle \gamma }), alternativamente ({\displaystyle \sigma }) o ({\displaystyle T}), es medida en fuerza por unidad de longitud. Su unidad SI es Newton por metro, pero también es utilizada la unidad cgs de dina por centímetro, Por ejemplo,
{\displaystyle \gamma =1{\frac {\text{dina}}{\text{cm}}}=1{\frac {\text{erg}}{{\text{cm}}^{2}}}=1{\frac {10^{-7}{\text{m N}}}{10^{-4}{\text{m}}^{2}}}=0.001{\frac {\text{N}}{\text{m}}}=0.001{\frac {\text{J}}{{\text{m}}^{2}}}}

### Crecimiento de área superficial

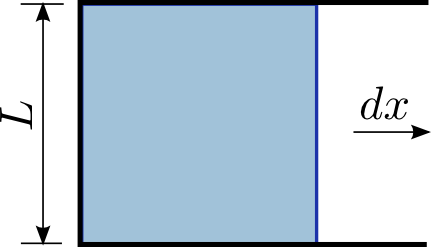
Éste diagrama ilustra la fuerza necesaria para incrementar la superficie del área. Esta fuerza es proporcional a la tensión superficial.

La tensión superficial puede ser definida en términos de fuerza o energía.

#### En términos de fuerza
La tensión superficial ({\displaystyle \gamma }) de un líquido es la fuerza por unidad de longitud.
En la ilustración de la derecha, el cuadro rectangular, compuesto por tres lados inamovibles (negros) que forman una "U", y el cuarto lado movible (azul) que puede deslizarse hacia la derecha. La tensión superficial ({\displaystyle \gamma }) halará la barra azul hacia la izquierda, la fuerza ({\displaystyle F}) requerida para sujetar el lado movible es proporcional a longitud ({\displaystyle L}) del lado inamovible ({\displaystyle F\propto L}). Así la razón ({\displaystyle {\frac {F}{L}}}) depende solo de las propiedades intrínsecas del líquido (composición, temperatura, etc.), no de su geometría. Por ejemplo, si el cuadro tuviese una forma más complicada, la razón ({\displaystyle {\frac {F}{L}}}), con longitud ({\displaystyle L}) del lado movible y la fuerza ({\displaystyle F}) requerida para pararlo de deslizarse, se encuentra que es la misma para todas las formas. Entonces, definimos la tensión superficial ({\displaystyle \gamma }) como:
{\displaystyle \gamma ={\frac {F}{2L}}}.
La razón para el (1/2) es que la película tiene dos lados (dos superficies), cada una de las cuales contribuye igualmente a la fuerza, así, la fuerza contribuye para un solo lado es:
{\displaystyle \gamma L={\frac {F}{2}}}

#### En términos de energía
La tensión superficial ({\displaystyle \gamma }) de un líquido es la razón de cambio en la energía del líquido al cambio en el área superficial del líquido (esto lleva al cambio de energía). Esto puede ser fácilmente relacionado con la definición previa en términos de fuerza. Si ({\displaystyle F}) es la fuerza requerida para parar el lado de comenzar a deslizar, entonces, esta es también la fuerza que mantendrá el lado en el estado de deslizamiento a una velocidad constante (por la Segunda Ley de Newton). Pero, si el lado se mueve hacia la derecha (en la dirección en que la fuerza es aplicada), entonces, el área superficial del líquido alargado esta incrementándose mientras la fuerza aplicada ejerce trabajo en el líquido. Esto quiere decir que incrementando el área superficial incrementa la energía de la película. El trabajo hecho por la fuerza ({\displaystyle F}) en mover el lado por una distancia ({\displaystyle \Delta x}) es ({\displaystyle W=F\Delta x}), al mismo tiempo el área total de la película se incrementa por ({\displaystyle \Delta A=2L\Delta x}) (el factor de 2 esta aquí ya que el líquido tiene dos lados, dos superficies). Así, multiplicando ambos, numerador y denominador de ({\displaystyle \gamma ={\frac {F}{2L}}}) por ({\displaystyle \Delta x}), tenemos:
{\displaystyle \gamma ={\frac {F}{2L}}={\frac {F}{2L}}{\frac {\Delta x}{\Delta x}}={\frac {W}{\Delta A}}}.
Este trabajo es, por los argumentos usuales, interpretado como siendo almacenado como energía potencial. Consecuentemente, la tensión superficial puede ser también medida en el Sistema SI como J / m2 y en Sistema cgs como erg / cm2. Ya que los sistemas mecánicos tratan de encontrar un estado de energía potencial mínima, una gota libre de líquido asume, naturalmente, una forma esférica, la cual tiene la mínima área superficial para un volumen dado. La equivalencia de medición de energía por unidad de área a la fuerza por unidad de longitud puede ser probada por análisis dimensional.

### Curvatura superficial y presión
Si ninguna fuerza actúa normal a una superficie tensionada, la superficie debe permanecer plana. Pero, si una presión en un lado de la superficie difiere de la presión en el otro lado, la diferencia de presiones por el área superficial resulta en una fuerza normal. En orden para las fuerzas de tensión superficial de cancelar la fuerza debido a la presión, la superficie debe de curvarse. El diagrama muestra como la superficie de curvatura de un pequeño parche de superficie guía a un componente neto de fuerzas de tensión superficial actuando normal al centro del parche. Cuando todas las fuerzas están balanceadas, la ecuación resultante es conocida como Ecuación Young-Laplace:
{\displaystyle \Delta p=\gamma {\Bigl (}{\frac {1}{R_{x}}}+{\frac {1}{R_{y}}}{\Bigr )}}
La cantidad en paréntesis en la mano derecha es de hecho (doble), la curvatura media de la superficie (dependiendo de la normalización). Las soluciones a esta ecuación determinan la forma de las gotas de agua, charcos, menisco, burbujas de jabón, y todas las otras formas determinadas por la tensión superficial (tales como la superficie de las impresiones que las patas de los Gerridae hacen en la superficie de un estanque). La tabla abajo muestra como la presión interna de una gota de agua incrementa con el radio decreciendo. Para no muy pequeñas gotas el efecto es sutil, pero la diferencia de presión llega a ser enorme cuando el tamaño de la gota se aproxima al tamaño molecular. (En el límite de una molécula simple el concepto llega a no tener sentido.)
| Radio de gota                  | 1 mm   | 0.1 mm | 1 μm | 10 nm |
| ------------------------------ | ------ | ------ | ---- | ----- |
| {\displaystyle \Delta p} (atm) | 0.0014 | 0.0144 | 1436 | 143.6 |

### Objetos flotantes

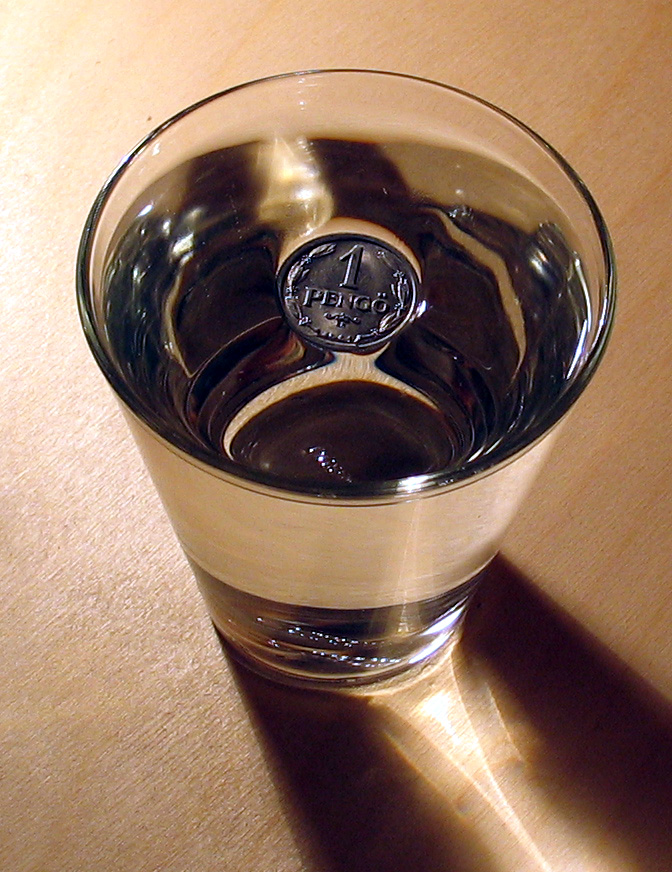
Moneda húngara reposando en el agua por efecto de la tensión superficial

Cuando un objeto es situado en un líquido, su peso ({\displaystyle F_{w}}) deprime la superficie, y si su tensión superficial y la fuerza hacia abajo llegan a ser iguales, entonces están balanceados por la tensión superficial en cada lado ({\displaystyle F_{s}}), las cuales son cada una paralela a la superficie del agua en los puntos donde hace contacto con el objeto. Note que un pequeño movimiento en el cuerpo debe causar que el objeto se hunda. Como el ángulo de contacto decrece, la tensión superficial decrece. La componente horizontal de las dos flechas de ({\displaystyle F_{s}}) apuntan en direcciones opuestas, así que se cancelan una a la otra, pero la componente vertical apunta en la misma dirección y por ello se suman para balancear ({\displaystyle F_{w}}). La superficie del objeto no debe estar mojada para que esto ocurra, y su peso debe ser suficientemente bajo para que la tensión superficial lo soporte. Si ({\displaystyle m}) denota la masa de la aguja y ({\displaystyle g}) la aceleración de la gravedad, tenemos:
|              | 1                                        | 2                                        | 3                                        |
| ------------ | ---------------------------------------- | ---------------------------------------- | ---------------------------------------- |
| Fórmulas     | {\displaystyle F_{w}=2F_{s}\sin \theta } | {\displaystyle F_{w}=mg}                 | {\displaystyle F_{s}=\gamma L}           |
| Sustituyendo | {\displaystyle mg=2\gamma L\sin \theta } | {\displaystyle mg=2\gamma L\sin \theta } | {\displaystyle mg=2\gamma L\sin \theta } |

### Superficie líquida
Para encontrar la forma de la mínima superficie limitada por alguna forma de marco arbitrario utilizando estrictamente medios matemáticos puede ser una tarea desalentadora. Aun modelando el marco fuera de alambres y sumergiéndolo en una solución jabonosa, una superficie mínima local aparecerá en la película de jabón resultante en segundos.
La razón para esto es que la diferencia de presión a través de una interfase de fluido es proporcional a la curvatura media, como se observa en la ecuación de Young-Laplace. Para una película de jabón abierta, la diferencia de presión es cero, por eso la curvatura media es cero, y superficies mínimas tiene la propiedad de curvatura media cero.

### Ángulos de contacto
Artículo principal: Ángulo de contacto
La superficie de cualquier líquido es una interfase entre ese líquido y algún otro medio. La superficie superior de un estanque, por ejemplo, es una interfase entre el agua del estanque y el aire. La tensión superficial, entonces, no es una propiedad del líquido solo, pero una propiedad de la interfase del líquido con otro medio. Si el líquido esta en un contenedor, entonces, junto a la interfase líquido / aire en su superficie superior, hay también una interfase entre el líquido y las paredes del contenedor. La tensión superficial entre el líquido y aire es usualmente diferente (mayor) que la tensión superficial con las paredes del contenedor. Y adonde las dos superficies se encuentran, su geometría debe ser tal que todas las fuerzas estén balanceadas.
Donde las dos superficies se encuentran, forman un ángulo de contacto, el cual es el ángulo que la tangente a la superficie hace con la superficie sólida. Note que el ángulo es medido a través del líquido, como se muestra en el diagrama arriba. El diagrama a la derecha muestra los dos ejemplos. Fuerzas de tensión se muestran para la interfase líquido - aire, interfase líquido - sólido, e interfase sólido - aire. El ejemplo en la izquierda es donde la diferencia de la tensión superficial entre el líquido - sólido y sólido - aire, ({\displaystyle \gamma _{ls}-\gamma _{sa}}) es menor que la tensión superficial del líquido - aire ({\displaystyle \gamma _{la}}), pero es a pesar de eso positivo, esto es:
{\displaystyle \gamma _{la}>\gamma _{ls}-\gamma _{sa}>0}
En el diagrama, ambas la fuerza vertical y horizontal se deben cancelar exactamente en el punto de contacto, conocido como equilibrio. La componente horizontal de ({\displaystyle f_{la}}) es cancelada por la fuerza adhesiva ({\displaystyle f_{A}})
{\displaystyle f_{A}=f_{la}\sin \theta }
El más llamado balance de fuerzas, aunque, es en la dirección vertical. La componente vertical de ({\displaystyle f_{la}}) debe cancelar exactamente la diferencia de las fuerzas a lo largo de la superficie del sólido ({\displaystyle f_{ls}-f_{sa}}).
{\displaystyle f_{ls}-f_{sa}=f_{la}\sin \theta }
Esto significa que aunque la diferencia entre la tensión superficial de líquido - sólido y sólido - aire, ({\displaystyle \gamma _{ls}-\gamma _{sa}}) es difícil de medir directamente, puede ser inferido desde la tensión superficial del líquido - aire ({\displaystyle \gamma _{la}}) y el ángulo de contacto de equilibrio ({\displaystyle \theta }), el cual es una función de la fácil de medir, avanzando y retrocediendo ángulos de contacto (vea el artículo principal ángulo de contacto).
La misma relación existe en el diagrama a la derecha. Pero en este caso, vemos que ya que el ángulo de contacto es menor que 90°, la diferencia de tensión superficial del líquido - sólido / sólido - aire debe ser negativa:
{\displaystyle \gamma _{la}>0>\gamma _{ls}-\gamma _{sa}} {\displaystyle \theta } = 180°
| Líquido                 | Sólido                                               | Ángulo de contacto |
| ----------------------- | ---------------------------------------------------- | ------------------ |
| Agua                    | Vidrio de soda caliza Vidrio de plomo Cuarzo fundido | 0°                 |
| Etanol                  | Vidrio de soda caliza Vidrio de plomo Cuarzo fundido | 0°                 |
| Dietil éter             | Vidrio de soda caliza Vidrio de plomo Cuarzo fundido | 0°                 |
| Tetracloruro de carbono | Vidrio de soda caliza Vidrio de plomo Cuarzo fundido | 0°                 |
| Glicerol                | Vidrio de soda caliza Vidrio de plomo Cuarzo fundido | 0°                 |
| Ácido acético           | Vidrio de soda caliza Vidrio de plomo Cuarzo fundido | 0°                 |
| Agua                    | Cera parafina                                        | 107°               |
| Agua                    | Plata                                                | 90°                |
| Yoduro de metilo        | Vidrio de soda caliza                                | 29°                |
| Yoduro de metilo        | Vidrio de plomo                                      | 30°                |
| Yoduro de metilo        | Cuarzo fundido                                       | 33°                |
| Mercurio                | Vidrio de soda caliza                                | 140°               |

### Ángulos de contacto especiales
Observe que en el caso especial de interfase agua - plata, donde el ángulo de contacto es igual a 90°, la diferencia entre la tensión superficial de líquido - sólido / sólido - aire es exactamente cero.
Otro caso especial es donde el ángulo de contacto es exactamente 180°. Agua con Teflón preparado especialmente se aproxima a esto. El ángulo de contacto de 180° ocurre cuando la tensión superficial del líquido - sólido es exactamente igual a la tensión superficial del líquido - aire.
{\displaystyle \gamma _{la}=\gamma _{ls}-\gamma _{sa}>0}

## Métodos de medición

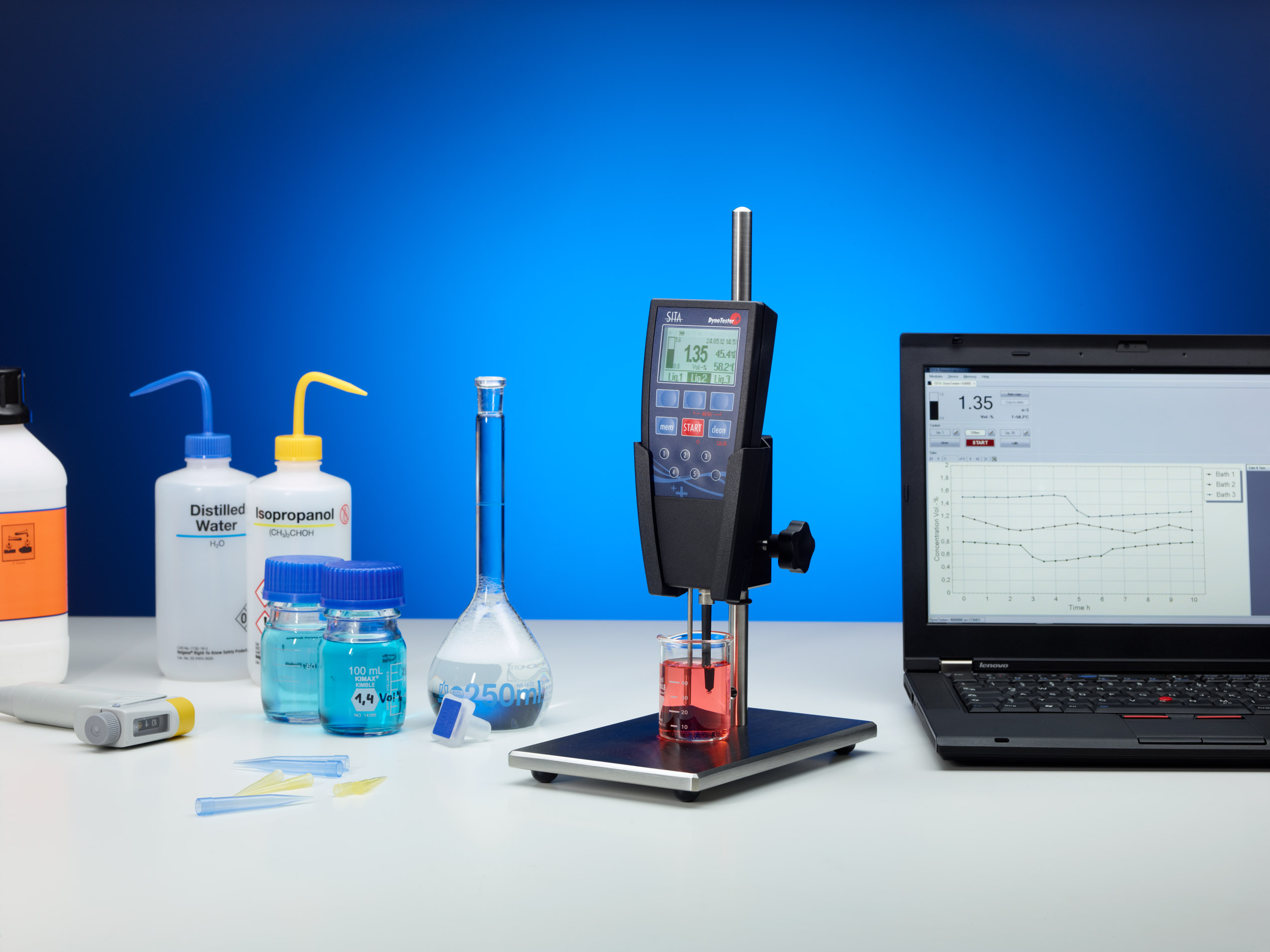
Tensiómetro portátil de presión de burbuja para la medición de la tensión superficial.

Ya que la tensión superficial se manifiesta en varios efectos, ofrece un número de caminos a su medición. Cual método es óptimo depende sobre la naturaleza del líquido a medir, las condiciones bajo las cuales su tensión se va a medir, y la estabilidad de su superficie cuando es deformado. Un instrumento que mide tensión superficial es llamado tensiómetro.
- Método del anillo de du Noüy: El método tradicional utilizado para medir tensión superficial e interfacial. Las propiedades de mojado de la superficie o interfase tienen poca influencia en esta técnica de medición. El hale máximo ejercido en el anillo por una superficie es medido.
- Método del platillo de Wilhelmy: Un método universal específicamente adecuado para verificar la tensión superficial sobre largos intervalos de tiempo. Un plato vertical llamado perímetro es unido a una balanza, y la fuerza debido al mojado es medido.
- Método de la gota rotante: Esta técnica es ideal para medición de tensiones interfaciales bajas. El diámetro de la gota entre una fase pesada es medido mientras ambos están rotando.
- Método de la gota colgante: Las tensiones superficial e interfacial pueden ser medidas por esta técnica, aún a elevadas temperaturas y presiones. La geometría de una gota es analizada ópticamente. Para gotas colgantes el diámetro máximo y la razón entre estos parámetros y el diámetro a la distancia del diámetro máximo del ápice de la gota han sido utilizados para evaluar los parámetros de medida y forma en orden de determinar la tensión superficial.

Método de presión de burbuja para la medición de la tensión superficial dinámica.

- Método de presión de burbuja (Método Jaeger): Una técnica de medición para determinar la tensión superficial a edades superficiales cortas. Presión máxima para cada burbuja es medida.
- Método de volumen de gota: Un método para determinar tensión interfacial como una función de edad interfacial. Líquido de una densidad es bombeado adentro de un segundo líquido de diferente densidad y el tiempo entre gotas produce es medición.
- Método de elevación capilar: El final de un capilar es sumergido en una solución. La altura que la solución alcanza dentro del capilar es relacionada con la tensión superficial por una ecuación discutida abajo.
- Método de estalagmómetro: un método de ponderación y lectura de una gota en un líquido.
- Método de la gota fija: un método para determinar la tensión superficial y densidad por situar una gota en un sustrato y medir el ángulo de contacto (vea técnica de gota fija).
- Método de Du Noüy-Padday: Una versión minimizada del método de Du Noüy utiliza una aguja de metal de diámetro pequeño en lugar de un anillo, en combinación con una micro-balanza de alta precisión para registrar el hale máximo. La ventaja de este método es que muy pequeñas volúmenes de muestras (abajo de algunos diez micro litros) pueden ser medidos con muy alta precisión, sin necesidad de corregir por flotabilidad (para una aguja o raramente, varilla con propia geometría). Más allá, la medición puede ser realizada muy rápidamente, mínimamente en alrededor de 20 segundos.
- Frecuencia vibracional de gotas levitadas: la frecuencia natural de oscilaciones vibracionales de gotas levitadas magnéticamente ha sido utilizada para medición de tensión superficial de superfluido 4He. Este valor es estimado a 0..375 dina / cm a T = 0 K.
- Oscilaciones resonantes de gotas líquidas esféricas y hemisféricas: la técnica está basada en medir la frecuencia de resonancia de gotas colgantes esféricas y hemisféricas manejadas en oscilaciones por un campo eléctrico modulado. La tensión superficial y viscosidad puede ser evaluada de las curvas resonantes obtenidas.
- Método de rebote de gota: este método está basado en levitación aerodinámica con un diseño de tobera separable. Después de dejar caer una gota establemente levitada en una plataforma, la muestra se deforma y rebota de regreso, oscilando a medio aire así como trata de minimizar su área superficial. A través de este comportamiento de oscilación, la tensión superficial del líquido y viscosidad puede ser medidas.
- Por teléfono inteligente: algunos teléfonos inteligentes pueden ser utilizados para medir la tensión superficial de un líquido transparente. El método está basado en medir la longitud de onda de ondas capilares de frecuencia conocida. El teléfono inteligente es situado en la parte superior de una taza con el líquido. Entonces, el vibro-motor del teléfono inteligente excita (a través de la taza) ondas capilares en la superficie del líquido, las cuales son capturadas por la cámara del teléfono inteligente.

## Efectos

### Líquido en tubo vertical
Artículo principal: Acción capilar
Un barómetro de mercurio de estilo antiguo consiste en un tubo de vidrio vertical de cerca de 1 cm de diámetro, parcialmente lleno de mercurio, y con un vacío (llamado vacío de Toricelli) en el volumen sin llenar (vea el diagrama a la derecha). Note que el nivel de mercurio en el centro del tubo es más alto que en los bordes, haciendo que la superficie superior del mercurio de forma de domo. El centro de masa de toda la columna de mercurio será un poco baja, si la superficie superior del mercurio fuera plana sobre toda la sección transversal del tubo. Pero, la parte superior con forma de domo da un poco menos de área superficial al total de masa de mercurio. De nuevo los dos efectos se combinan para minimizar la energía potencial total. Tal forma de superficie es llamada como un menisco convexo.
Consideramos el área superficial de la masa entera del mercurio, incluyendo la parte de la superficie que está en contacto con el vidrio, ya que el mercurio no se adhiere al vidrio del todo. Así que la tensión superficial del mercurio actúa sobre toda el área superficial, incluyendo donde esta en contacto con el vidrio. Si en lugar de vidrio, el tubo estaba hecho de cobre, la situación será muy diferente. El mercurio se adhiere agresivamente al cobre. Así que en un tubo de cobre, el nivel de mercurio en el centro del tubo será más bajo que en los bordes (esto es, será un menisco cóncavo). En una situación en la cual el líquido se adhiere a las paredes de su contenedor, consideramos la parte del área superficial del fluido que está en contacto con el contenedor que tiene tensión superficial negativa. El fluido entonces trabaja para maximizar el área superficial de contacto. Así que en este caso incrementar el área de contacto con el contenedor, decrementa, en lugar de incrementar la energía potencial. Ese decremento es suficiente para compensar por el incremento de energía potencial asociada con levantar el fluido cerca de las paredes del contenedor.
Si un tubo es suficientemente estrecho y la adhesión de líquido a sus paredes es suficientemente fuerte, la tensión superficial puede llevar líquido hacia arriba del tubo en un fenómeno conocido como acción capilar. La altura a la cual la columna es levantada es dada por la Ley de Jurin:
{\displaystyle h={\frac {2\gamma _{la}\cos \theta }{\rho \ g\ r}}}
Si, {\displaystyle \theta } es mayor que 90°, como con mercurio en un contenedor de vidrio, el líquido será deprimido en lugar de levantado.

### Charcos en una superficie
Verter mercurio sobre una lámina plana horizontal de vidrio resulta en un charco que tiene un espesor perceptible. El charco se esparcirá fuera solo hasta el punto en que es un poco menos de medio centímetro de espesor, y no más delgado. De nuevo, esto es debido a la acción de la fuerte tensión superficial del mercurio. La masa líquida se aplana fuera, ya que brinda tanto del mercurio para bajar el nivel como sea posible, pero la tensión superficial, al mismo tiempo, esta actuando para reducir el área superficial total. El resultado del compromiso es un charco de un casi espesor fijo.
La misma demostración de tensión superficial puede ser hecha con agua, agua con cal o aun salina, pero solo en una superficie hecha de una sustancia a la cual el agua no se adhiere. Cera es tal sustancia. Agua vertida en una superficie de cera, suave, plana, horizontal, como una lámina de vidrio encerada, actuará similarmente al mercurio vertido en vidrio.
El espesor del charco de líquido en una superficie cuyo ángulo de contacto es 180°, está dada por:
{\displaystyle h_{p}=2{\sqrt {\frac {\gamma }{g\rho }}}}
En realidad, el espesor del charco, será un poco menos que lo predicho por la fórmula anterior, ya que muy pocas superficies tienen un ángulo de contacto de 180° con cualquier líquido. Cuando el ángulo de contacto es menor que 180°, el espesor es dado por:
{\displaystyle h_{p}={\sqrt {\frac {2\gamma _{la}(1-\cos \theta )}{g\rho }}}}
| Para                  | {\displaystyle t} | {\displaystyle \gamma } | {\displaystyle \rho } | {\displaystyle \theta } | {\displaystyle h} |
|                       | °C                | din / cm                | g / cm3               | °                       | cm                |
| --------------------- | ----------------- | ----------------------- | --------------------- | ----------------------- | ----------------- |
| Mercurio sobre vidrio |                   | 487                     | 13.5                  | 140                     | 0.36              |
| Agua sobre parafina   | 25                | 72                      | 1.0                   | 107                     | 0.44              |

La fórmula también predice que cuando el ángulo de contacto es 0°, el líquido se esparcirá fuera en una capa micro delgada sobre la superficie. Tal superficie se dice ser totalmente mojada por el líquido.

### Rotura de chorros en gotas
Artículo principal: Instabilidad de Plateau-Rayleigh
En la vida día a día, todos observamos que un chorro de agua saliendo de la válvula se romperá en gotas, no importa cuan suave el chorro es emitido por la válvula. Esto es debido a un fenómeno llamado Instabilidad de Plateau-Rayleigh, el cual es enteramente consecuencia de los efectos de tensión superficial.
La explicación de esta instabilidad comienza con la existencia de una pequeña perturbación en el chorro. Esta siempre presente, no importa cuan suave es el chorro. Si las perturbaciones son resueltas en una componente sinusoidal, encontraremos que algunas componentes crecen con el tiempo, mientras otras se reducen con el tiempo. Entre las que crecen con el tiempo, algunas crecen a tasas más rápidas que otras. Ya sea una componente que crece o decrece, y cuan rápido crece es enteramente una función de su número de onda (una medida de cuantos picos y valles por centímetro) y los radios del chorro cilíndrico original.

## Termodinámica

### Teorías termodinámicas de tensión superficial
J. W. Gibbs desarrolló la teoría termodinámica de capilaridad basado en la idea de superficies de discontinuidad. Gibbs consideró el caso de una superficie matemática aguda siendo situada en algún lugar entre la interfase física que existe entre dos sustancias homogéneas. Dándose cuenta de que la opción exacta de la localización de la superficie era algo arbitrario, lo dejó flexible. Desde que la interferencia existe en equilibrio térmico y químico con las sustancias alrededor de ello (teniendo temperatura {\displaystyle T} y potenciales químicos {\displaystyle \mu _{i}}), Gibbs consideró el caso donde la superficie debería tener exceso de energía, exceso de entropía y exceso de partículas, encontrando ser la función de energía libre natural en este caso:
{\displaystyle U-TS-\mu _{1}N_{1}-\mu _{2}N_{2}...},
una cantidad después llamada como el gran potencial y dándole el símbolo de {\displaystyle \Omega }.
Considerando un sub-volumen {\displaystyle V} dado conteniendo una superficie de discontinuidad, el volumen es dividido por la superficie matemática en dos partes {\displaystyle A} y {\displaystyle B}, con volúmenes {\displaystyle V_{A}} y {\displaystyle V_{B}} con {\displaystyle V=V_{A}+V_{B}} exactamente. Ahora, si las dos partes {\displaystyle A} y {\displaystyle B} fueron fluidos homogéneos (con presiones {\displaystyle p_{A}}, {\displaystyle p_{B}}) y permanecen exactamente homogéneos hasta el borde matemático, sin ningún efecto superficial, el gran potencial total de este volumen podría ser simplemente {\displaystyle -p_{A}V_{A}-p_{B}V_{B}}. Los efectos de superficie de interés son las modificaciones a esto, y pueden ser todos recolectados en el término de energía libre de superficie {\displaystyle \Omega _{s}}, así que el gran potencial total del volumen es:
{\displaystyle \Omega =-p_{A}V_{A}-p_{B}V_{B}+\Omega _{s}}.
Para superficies suficientemente macroscópicas y suavemente curvadas, la energía libre de superficie debe simplemente ser proporcional al área superficial:
{\displaystyle \Omega _{s}=\gamma A},
para tensión superficial {\displaystyle \gamma } y área superficial {\displaystyle A}.
Como se dijo arriba, esto implica el trabajo mecánico necesario para incrementar el área superficial {\displaystyle A} es {\displaystyle dW=\gamma dA}, asumiendo que los volúmenes en cada lado no cambian. La termodinámica requiere que para los sistemas retengan un potencial químico constante y temperatura, todo cambio espontáneo de estado es acompañado por un decremento en esta energía libre {\displaystyle \Omega }, esto es, un incremento en entropía total toma en cuenta el movimiento posible de energía y partículas desde la superficie en los fluidos de alrededor. Desde esto es fácil entender porque disminuyendo el área superficial de la masa del líquido es siempre espontáneo, provisto no se acopla a ningún otro cambio de energía. Sigue lo que en orden para incrementar el área superficial, una cierta cantidad de energía debe ser añadida.
Gibbs y otros científicos han luchado con la arbitrariedad en la localización microscópica exacta de la superficie. Para superficies microscópicas con curvaturas muy ajustadas, no es correcto asumir la tensión superficial es independiente de tamaño, y tópicos como la longitud Tolman viene a tomar parte. Para una superficie macroscópica medida (y superficies planas), la localización superficial no tiene un efecto significativo en {\displaystyle \gamma }, sin embargo, tiene un muy fuerte efecto en los valores de entropía superficial, exceso de superficie de densidades de masa y energía interna de superficie, las cuales son las derivadas parciales de la función de tensión superficial {\displaystyle \gamma (T,\mu _{1},\mu _{2},...)}.
Gibbs enfatizó que para los sólidos, la energía libre de superficie debe ser completamente diferente del esfuerzo superficial (lo que él llamo tensión superficial): la energía libre de superficie es el trabajo requerido para formar la superficie, mientras el esfuerzo de superficie es el trabajo requerido para estirar la superficie. En el caso de interfase de dos fluidos, no hay diferencia entre formar y estirar, ya que los fluidos y las superficies llenan completamente su naturaleza cuando la superficie es estirada. Para un sólido, estirar la superficie, aún elásticamente, resulta en una superficie cambiada fundamentalmente. Más allá, el esfuerzo de superficie en un sólido es una cantidad direccional (un esfuerzo de tensión) mientras las energía de superficie es escalar.
Cincuenta años después de Gibbs, J. D. van der Waals desarrolló la teoría de efectos de capilaridad basado en la hipótesis de una variación continua de densidad. Él añadió a la densidad de energía el término {\displaystyle c\ (\nabla \rho )^{2}}, donde {\displaystyle c} es el coeficiente de capilaridad y {\displaystyle \rho } es la densidad. Para el equilibrio multifase, los resultados de la aproximación de van der Waals prácticamente coinciden con la fórmula de Gibbs, pero para modelar la dinámica de transición de fase de la aproximación de van der Waals es mucho más conveniente. La energía de capilaridad de van der Waals es ahora ampliamente utilizada en los modelos de campo de fase de flujos multifase. Tales términos son también descubiertos en la dinámica de gases de no equilibrio.

### Termodinámica de burbujas
La presión adentro de una burbuja esférica ideal puede ser derivada desde consideraciones termodinámicas de energía libre. La energía libre de arriba puede ser escrita como:
|                                          | Energía libre                                                  | Volumen                                                        | Área                                                           |
| ---------------------------------------- | -------------------------------------------------------------- | -------------------------------------------------------------- | -------------------------------------------------------------- |
| Fórmulas                                 | {\displaystyle \Omega =-\Delta P\ V_{A}-p_{B}V+\gamma A}       | {\displaystyle V_{A}={\frac {4}{3}}\pi R^{3}}                  | {\displaystyle A=4\pi R^{2}}                                   |
| Sustituyendo ({\displaystyle \Omega =0}) | {\displaystyle 0=-\Delta P\ V_{A}-p_{B}V+\gamma A}             |                                                                |                                                                |
| Despejando                               | {\displaystyle \Delta P\ V_{A}+p_{B}V=\gamma A}                |                                                                |                                                                |
| Derivando                                | {\displaystyle \Delta P\ dV_{A}=\gamma \ dA}                   | {\displaystyle dV_{A}=4\pi R^{2}dR}                            | {\displaystyle dA=8\pi R\ dR}                                  |
| Sustituyendo                             | {\displaystyle \Delta P\ (4\pi R^{2}dR)=\gamma \ (8\pi R\ dR)} | {\displaystyle \Delta P\ (4\pi R^{2}dR)=\gamma \ (8\pi R\ dR)} | {\displaystyle \Delta P\ (4\pi R^{2}dR)=\gamma \ (8\pi R\ dR)} |
| Simplificando                            | {\displaystyle \Delta P={\frac {2\gamma }{R}}}                 | {\displaystyle \Delta P={\frac {2\gamma }{R}}}                 | {\displaystyle \Delta P={\frac {2\gamma }{R}}}                 |

La cual es equivalente a la ecuación Young-Laplace cuando {\displaystyle R_{x}=R_{y}}.

### Influencia de temperatura
La tensión superficial es dependiente de la temperatura. Por esta razón, cuando se da un valor para la tensión superficial en una interfase, la temperatura se debe establecer explícitamente. La tendencia general es que la tensión superficial decrece con el incremento de temperatura, alcanzando un valor de 0 a la temperatura crítica. Para mayor detalles vea la regla de Eötvös. Solo hay ecuaciones empíricas para la relación tensión superficial y temperatura:

#### Ecuación de Eötvös
{\displaystyle \gamma \ V^{2/3}=k(T_{c}-T)}
Un valor típico es {\displaystyle k} = 2.1 x 10−7 J / (K mol2/3). Para agua uno puede utilizar {\displaystyle V} = 18 ml / mol y {\displaystyle T_{c}} = 647 K (374 °C). Una variante de Eötvös es descrita por Ramay y Shields:
{\displaystyle \gamma \ V^{2/3}=k(T_{c}-T-6)}
Donde la temperatura compensatoria de 6 K provee una fórmula con mejor ajuste a la realidad a bajas temperaturas.

#### Ecuación de Guggenheim-Katayama
{\displaystyle \gamma =\gamma ^{o}{\Bigl (}1-{\frac {T}{T_{c}}}{\Bigr )}^{n}}
Esta ecuación también fue propuesta por Van der Waals, quien después propuso que el valor de {\displaystyle \gamma ^{o}} podría estar dado por la expresión:
{\displaystyle \gamma ^{o}=K_{2}\ T_{c}^{1/3}\ P_{c}^{2/3}}
| {\displaystyle n} | para               |
| ----------------- | ------------------ |
| 11/9              | Líquidos orgánicos |
| 8                 | Agua               |
| 1                 | Metales líquidos   |

Ambas Eötvös y Guggenheim-Katayama toman en cuenta el hecho que la tensión superficial alcanza 0 a temperatura crítica, lo cual Ramay y Shields fallaron en emparejar la realidad a este punto final.

### Influencia de concentración de soluto
Los solutos pueden tener diferentes efectos en la tensión superficial dependiendo de la naturaleza de la superficie y el soluto:
| Efecto                                                                                       | Ejemplo                                                              |
| -------------------------------------------------------------------------------------------- | -------------------------------------------------------------------- |
| Pequeño o ningún efecto                                                                      | Azúcar en agua / aire. Muchos compuestos orgánicos en aceite / aire. |
| Incremento de tensión superficial                                                            | Muchas sales inorgánicas en agua / aire.                             |
| Cambio no monotónico                                                                         | Muchos ácidos inorgánicos en agua / aire.                            |
| Decremento de tensión superficial progresiva                                                 | Muchos anfifilos, ejemplo: alcoholes en agua / aire.                 |
| Decremento de tensión superficial hasta cierta concentración crítica y ningún efecto después | Surfactantes que forman micelas.                                     |

Lo que complica el efecto es que un soluto puede existir en una concentración diferente en la superficie de un solvente que en el todo. Esta diferencia varía de una combinación de soluto - solvente a otra.
La isoterma de Gibbs establece que:
{\displaystyle \Gamma =-{\frac {1}{RT}}{\Bigl (}{\frac {\partial \gamma }{\partial \ln C}}{\Bigr )}_{T,P}}
Ciertas suposiciones son tomadas en cuenta en su deducción, así la isoterma de Gibbs puede ser aplicada solo a soluciones ideales (muy diluidas) con dos componentes.

### Influencia del tamaño de una partícula en la presión de vapor
Mire también: Efecto Gibbs-Thomson
La relación de Clausius-Clapeyron nos lleva a otra ecuación, también atribuida a Kelvin, como ecuación Kelvin. Explica porque, ya que la tensión superficial, la presión de vapor para gotas pequeñas de líquido en suspensión es mayor que la presión de vapor estándar de ese mismo líquido cuando la interfase es plana. Esta por decir que cuando el líquido esta formando pequeñas gotas, la concentración de equilibrio de su vapor en su alrededor es mayor. Esto se eleva, ya que la presión interior a la gota es mayor que afuera.
{\displaystyle P_{V}^{fog}=P_{V}^{o}e^{V2\gamma /(RTr_{k})}}
El efecto explica la sobresaturación de vapores. En la ausencia de sitios de nucleación, pequeñas gotas debe formarse antes que puedan convertirse en gotas grandes. Esto requiere una presión de vapor varias veces la presión de vapor en el punto de transición de fase.
Esta ecuación, también es usada en química catalizadora para evaluar mesoporosidad para sólidos.
El efecto puede ser visto en términos del número promedio de vecinas moleculares a moléculas de superficie (vea el diagrama).
La tabla muestra algunos valores calculados de este efecto para agua a diferentes tamaños de gota: 
| {\displaystyle {\frac {P}{P_{o}}}} para gotas de agua de diferente radio a STP | {\displaystyle {\frac {P}{P_{o}}}} para gotas de agua de diferente radio a STP | {\displaystyle {\frac {P}{P_{o}}}} para gotas de agua de diferente radio a STP | {\displaystyle {\frac {P}{P_{o}}}} para gotas de agua de diferente radio a STP | {\displaystyle {\frac {P}{P_{o}}}} para gotas de agua de diferente radio a STP |
| ------------------------------------------------------------------------------ | ------------------------------------------------------------------------------ | ------------------------------------------------------------------------------ | ------------------------------------------------------------------------------ | ------------------------------------------------------------------------------ |
| Radio de gota (mm)                                                             | 1000                                                                           | 100                                                                            | 10                                                                             | 1                                                                              |
| {\displaystyle {\frac {P}{P_{o}}}}                                             | 1001                                                                           | 1011                                                                           | 1114                                                                           | 2.95                                                                           |

El efecto se ve claro para gotas de tamaño muy pequeño, así una gota de 1 mm de radio tiene cerca de 100 moléculas adentro, la cual es la cantidad, suficientemente pequeña para requerir un análisis de mecánica cuántica.

## Tensión superficial de agua y de agua de mar
Los dos líquidos más abundantes de la Tierra son agua dulce y agua salada. Esta sección da correlaciones de datos de referencia para la tensión superficial de ambos.

### Tensión superficial de agua
La tensión superficial de agua líquida pura en contacto con su vapor ha sido dado por IAPWS como:
{\displaystyle \gamma _{w}=235.8{\Bigl (}1-{\frac {T}{T_{c}}}{\Bigr )}^{1.256}\left[1-0.625{\Bigl (}1-{\frac {T}{T_{c}}}{\Bigr )}\right]} mN / m,
La región de validación de la curva de saturación líquido - vapor, desde el punto triple (0.01 °C) al punto crítico. También provee resultados razonables cuando se extrapola a condiciones metaestable (super enfriado), bajo de al menos -25 °C. Esta formulación fue originalmente adoptada por IAPWS en 1976 y fue ajustada en 1994 para corresponder con la Escala de Temperatura Internacional de 1990.
La incertidumbre de esta formulación está dada sobre el rango total de temperatura por IAPWS. Para temperaturas abajo de 100 °C, la incertidumbre es {\displaystyle \pm }0.5 %.

### Tensión superficial de agua de mar
Nayar et al. publicaron datos de referencia para la tensión superficial de agua de mar sobre un rango de salinidad de 20  {\displaystyle \leq S\leq } 131 g / kg y un rango de temperatura de 1 {\displaystyle \leq t\leq } 92 °C a presión atmosférica.. El rango de temperatura y salinidad abarca ambos, el rango oceanográfico y el rango de condiciones encontradas en las tecnologías de desalinación térmica. La incertidumbre de las mediciones varían de 0.18 a 0.37 m N / m con una incertidumbre promedio siendo 0.22 m N / m.
Nayar et al. correlacionaron los datos con la siguiente ecuación:
{\displaystyle \gamma _{sw}=\gamma _{w}[1+(3.66\ \times \ 10^{-4})S+(2.347\ \times \ 10^{-6})St]}
La desviación de porcentaje absoluto promedio entre mediciones y la correlación fue de 0.19 % mientras, la máxima desviación es 0.60 %.
La International Association for the Propierties of Water and Steam (IAPWS) ha adoptado esta correlación como una guía estándar internacional.

## Datos tabulados
Tensión superficial de varios líquidos en din / cm contra aire
Las composiciones de mezcla se denotan por "%" son por masa
din / cm es equivalente en unidades SI a mN / m (milinewton por metro)
| Líquido                                                         | Temperatura (°C) | Tensión Superficial {\displaystyle \gamma } |
| --------------------------------------------------------------- | ---------------- | ------------------------------------------- |
| Ácido acético                                                   | 20               | 27.60                                       |
| Ácido acético (45.1 %) + agua                                   | 30               | 40.68                                       |
| Ácido acético (10.0 %) + agua                                   | 30               | 54.56                                       |
| Acetona                                                         | 20               | 23,70                                       |
| Sangre                                                          | 22               | 55.89                                       |
| Dietil éter                                                     | 20               | 17.00                                       |
| Etanol                                                          | 20               | 22.27                                       |
| Etanol (40 %) + agua                                            | 25               | 29.63                                       |
| Etanol (11.1 %) + agua                                          | 25               | 46.03                                       |
| Glicerol                                                        | 20               | 63.00                                       |
| n-Hexano                                                        | 20               | 18.40                                       |
| Ácido hidroclórico 17.7 M solución acuosa                       | 20               | 65.95                                       |
| Isopropanol                                                     | 20               | 21.70                                       |
| Helio II líquido                                                | -273             | 0.37                                        |
| Nitrógeno líquido                                               | -196             | 8.85                                        |
| Oxígeno líquido                                                 | -182             | 13.2                                        |
| Mercurio                                                        | 15               | 487.00                                      |
| Metanol                                                         | 20               | 22.60                                       |
| Cloruro de plata derretido                                      | 650              | 163                                         |
| Cloruro de sodio / Cloruro de calcio derretidos (47 / 53 mol %) | 650              | 139                                         |
| n-Octano                                                        | 20               | 21.80                                       |
| Cloruro de sodio 6.0 M solución acuosa                          | 20               | 82.55                                       |
| Sacarosa (55 %) + agua                                          | 20               | 76.45                                       |
| Agua                                                            | 0                | 75.64                                       |
| Agua                                                            | 25               | 71.97                                       |
| Agua                                                            | 50               | 67.91                                       |
| Agua                                                            | 100              | 58.85                                       |
| Tolueno                                                         | 25               | 27.73                                       |
| Benceno                                                         |                  | 28,85                                       |
| Tetracloruro de Carbono                                         |                  | 26,95                                       |
| Acetato de etilo                                                |                  | 23,9                                        |
| Éter etílico                                                    |                  | 17,01                                       |